# You're All Living in Cuckooland
You're All Living in Cuckooland è l'undicesimo album in studio del gruppo rock britannico Budgie, pubblicato nel 2006, a ventiquattro anni di distanza dal precedente.

## Tracce
1. Justice – 4:31
2. Dead Men Don't Talk – 6:08
3. We're All Living in Cuckooland – 6:04
4. Falling – 5:22
5. Love Is Enough – 2:25
6. Tell Me Tell Me – 4:47
7. (Don't Want To) Find That Girl – 6:28
8. Captain – 3:43
9. I Don't Want to Throw You – 5:31
10. I'm Compressing the Comb on a Cockerel's Head – 8:17

## Formazione
- Burke Shelley - voce, basso
- Simon Lees - chitarra
- Steve Williams - batteria